# Chutuque
Chutuque es un centro poblado peruano ubicado en el distrito de Cristo Nos Valga, perteneciente a la provincia de Sechura del departamento de Piura, al norte del Perú.

## Demografía
En 2017 Chutuque tenía una población de 265 habitantes.
| Gráfica de evolución demográfica de Chutuque entre 1993 y 2017 |
|                                                                |
| Fuentes: Población 1993 y 2017                                 |